# Neu Sankt Jürgen
Neu Sankt Jürgen ist ein Ortsteil der Gemeinde Worpswede im niedersächsischen Landkreis Osterholz.

## Geografie und Verkehrsanbindung
Neu Sankt Jürgen liegt nordöstlich des Kernortes Worpswede. Westlich verläuft die Landesstraße L 165.
Der Bahnhof Neu Sankt Jürgen liegt an der Bahnstrecke Bremervörde–Osterholz-Scharmbeck. Die Züge verkehren als Moorexpress von Mai bis Oktober an Sams-, Sonn- und Feiertagen von Stade über Bremervörde, Gnarrenburg, Worpswede und Osterholz-Scharmbeck nach Bremen Hbf.
Westlich des Ortes fließt die Hamme, ein Quellfluss der Lesum.

### Naturschutzgebiete
Westlich des Ortes und westlich der Hamme liegen fünf Naturschutzgebiete:
- Torfkanal und Randmoore (196,6 ha)
- Moor bei Niedersandhausen (254 ha)
- Wiesen und Weiden nordöstlich des Breiten Wassers (153 ha)
- Pennigbütteler Moor (185 ha)
- Breites Wasser (203,0 ha)

## Geschichte
Neu Sankt Jürgen wurde im Rahmen der Moorkolonisierung des Teufelsmoores 1753 gegründet. Im Jahr 1791 wird angegeben, dass die Zahl der Häuser bei 45 liege in denen 252 Einwohner, darunter 166 Kinder, lebten.

## Gebäude
- Wohn- und Wirtschaftsgebäude Dorfstraße 28 von 1852 in Fachwerk